# نوفو جارديم
نوفو جارديم بلدية في ولاية توكانتينس في المنطقة الشمالية من البرازيل.   